# Luis Moya kommun
Luis Moya är en kommun i Mexiko.   Den ligger i delstaten Zacatecas, i den centrala delen av landet, 500 km nordväst om huvudstaden Mexico City.
Följande samhällen finns i Luis Moya:
- Luis Moya
- Colonia Hidalgo
- Colonia Julián Adame
- Leyva Granja
- La Manga